# Gaetulia costaricensis
Gaetulia costaricensis är en insektsart som beskrevs av Schmidt 1932. Gaetulia costaricensis ingår i släktet Gaetulia och familjen Nogodinidae. Inga underarter finns listade i Catalogue of Life.